# Emilia Clarkeová
Emilia Clarkeová (nepřechýleně Emilia Clarke; * 23. října 1986, Londýn, Anglie, Spojené království) je britská herečka. Její nejznámější rolí je postava Daenerys Targaryen v seriálu Hra o trůny, za kterou získala nominace na Ceny Emmy. V roce 2013 se poprvé objevila na Broadwayi v produkci Snídaně u Tiffanyho. Zahrála si také ve filmech Terminátor Genisys (2015), Než jsem tě poznala (2016) a Solo: Star Wars Story (2018). Časopis Time ji v roce 2019 jmenoval mezi stovku nejvlivnějších lidí na světě.

## Život
Narodila se v Londýně a vyrostla v Berkshire. Její otec je divadelní zvukový technik, její matka je podnikatelka. Má mladšího bratra.
Její zájem o hraní začal, když jí byly tři roky a viděla muzikál Show Boat, na kterém v té době pracoval její otec. Navštěvovala školy St Edward's a Rye St Antony, poté začala studovat na Drama Centre London, kde absolvovala v roce 2009.
V březnu 2019 přiznala, že během natáčení Hry o trůny dvakrát prodělala aneurysma mozkových cév – poprvé v roce 2011 a znovu o dva roky později.

## Kariéra
Zpočátku se objevovala ve školních divadelních hrách, ve dvou na St. Edwards, v deseti na Drama Centre London, v divadelní hře Sense v uvedení od společnosti Company of Angels a v reklamě pro Samaritans. Její první televizní role byly Saskia Mayer v epizodě seriálu Doctors a Savannah ve filmu Trias útočí. Časopis Screen International ji označil jako jednu z „britských hvězd zítřka“.
V roce 2010 byla obsazena jako Daenerys Targaryen do fantasy seriálu z produkce HBO, Hra o trůny, který je založený na knižní sérii Píseň ledu a ohně od George R. R. Martina. Z nezveřejněných důvodů v seriálu nahradila britskou herečku Tamzin Merchant. Seriál se začal vysílat v dubnu 2011, získal pozitivní recenze a rychle byla natočena i druhá série. Za ztvárnění Daenerys byla Clarkeová v roce 2011 oceněna EWwy Award pro nejlepší herečku ve vedlejší roli v dramatickém seriálu, v roce 2013 byla ve stejné kategorii nominována na cenu Emmy.
V roce 2013 si zahrála v novém celovečerním filmu s názvem Spike Island, pojmenovaném po lokaci skeče The Stone Roses z devadesátých let. V březnu 2013 ztvárnila hlavní roli Holly Golightly v broadwayském uvedení novely Trumana Capota, Snídaně u Tiffanyho. Hra měla premiéru 4. března a derniéru 21. dubna. V květnu 2013 bylo oznámeno, že se objeví po boku Jamese Franca ve filmu Garden of Last Days, nicméně natáčení bylo zrušeno. Byla jí nabídnuta role Anastasie Steele ve filmu Padesát odstínů šedi, ale odmítla kvůli nutnosti nahých scén.
V roce 2015 ztvárnila Sarah Connor ve filmu Terminátor Genisys, kde se objevila vedle Arnolda Schwarzeneggera, Jaye Courtneyho a Jasona Clarka. V roce 2015 byla jmenována časopisem Esquire nejpřitažlivější ženou světa. V roce 2016 si zahrála vedle Sama Claflina v romantickém dramatu Než jsem tě poznala, založeném na stejnojmenné knize od Jojo Moyesové.
V roce 2014 ztvárnila zdravotní sestru Verenu ve filmu Voice from the Stone. V listopadu 2016 byla obsazena do hlavní ženské role filmu ze série Star Wars, Solo: Star Wars Story. V lednu 2017 ji obsadili do hlavní role filmu The Beauty Inside. V roce 2018 byla obsazena do filmu Last Christmas (2019).

## Filmografie

### Film
| Rok  | Název                 | Role            | Poznámky    |
| ---- | --------------------- | --------------- | ----------- |
| 2012 | Spike Island          | Sally           |             |
| 2012 | Shackled              | Malu            | krátký film |
| 2013 | Dom Hemingway         | Evelyn          |             |
| 2013 | Garden of Last Days   | April           |             |
| 2015 | Terminátor Genisys    | Sarah Connorová |             |
| 2016 | Než jsem tě poznala   | Louise Clarková |             |
| 2016 | Voice from the Stone  | Verena          |             |
| 2018 | Solo: Star Wars Story | Qi’ra           |             |
| 2019 | Above Suspicion       | Susan Smithová  |             |
| 2019 | Last Christmas        | Kate            |             |

### Televize
| Rok       | Název               | Role               | Poznámky                            |
| --------- | ------------------- | ------------------ | ----------------------------------- |
| 2009      | Doctors             | Saskia Mayerová    | díl: „Empty Nest“                   |
| 2010      | Trias útočí         | Savannah           | TV film                             |
| 2011–2019 | Hra o trůny         | Daenerys Targaryen | hlavní role                         |
| 2013      | Futurama            | Marianne           | díl: „Stench and Stenchibility“     |
| 2016      | Robot Chicken       | Bridget (dabing)   | díl: „Joel Hurwitz Returns“         |
| 2017      | Thunderbirds Are Go | Doyle (hlas)       | díl: „Rigged for Disaster           |
| 2017      | Zviřátka            | Lumpy (hlas)       | díl: „Rats“                         |
| 2019      | Saturday Night Live | Samu sebe          | díl: „Kit Harington/Sara Bareilles“ |

### Videohry
| Rok  | Název       | Role               | Poznámky |
| ---- | ----------- | ------------------ | -------- |
| 2015 | Hra o trůny | Daenerys Targaryen |          |

### Divadlo
| Rok  | Název hry           | Role            | Divadlo      |
| ---- | ------------------- | --------------- | ------------ |
| 2013 | Snídaně u Tiffanyho | Holly Golightly | Cort Theatre |

## Ceny a nominace
| Rok  | Ocenění                                     | Kategorie                                                                  | Práce                 | Výsledek          |
| ---- | ------------------------------------------- | -------------------------------------------------------------------------- | --------------------- | ----------------- |
| 2011 | Scream Awards                               | Průlomový ženský herecký výkon                                             | Hra o trůny           | vítězství         |
| 2011 | Scream Awards                               | Nejlepší obsazení (společně s celým obsazením)                             | Hra o trůny           | nominace          |
| 2011 | Online Film & Television Association Awards | Nejlepší obsazení                                                          | Hra o trůny           | nominace          |
| 2011 | IGN Awards                                  | Nejlepší televizní herečka                                                 | Hra o trůny           | nominace          |
| 2011 | IGN People's Choice Awards                  | Nejlepší televizní herečka                                                 | Hra o trůny           | nominace          |
| 2011 | EWwy Awards                                 | Nejlepší herečka ve vedlejší roli                                          | Hra o trůny           | vítězství         |
| 2012 | Gracie Awards                               | Nejlepší vzrůstající hvězda v dramatickém seriálu                          | Hra o trůny           | vítězství         |
| 2012 | Screen Actors Guild Awards                  | Nejlepší výkon obsazení dramatického seriálu (společně s celým obsazením)  | Hra o trůny           | nominace          |
| 2012 | Gold Derby TV Awards                        | Nejlepší obsazení                                                          | Hra o trůny           | nominace          |
| 2012 | Online Film & Television Association Awards | Nejlepší herečka ve vedlejší roli v dramatickém seriálu                    | Hra o trůny           | vítězství         |
| 2012 | Online Film & Television Association Awards | Nejlepší obsazení                                                          | Hra o trůny           | vítězství         |
| 2012 | Zlatá nymfa                                 | Nejlepší herečka v dramatickém seriálu                                     | Hra o trůny           | nominace          |
| 2013 | Critics' Choice Television Award            | Nejlepší herečka ve vedlejší roli v dramatickém seriálu                    | Hra o trůny           | nominace          |
| 2013 | Cena Emmy                                   | Nejlepší herečka ve vedlejší roli v dramatickém seriálu                    | Hra o trůny           | nominace          |
| 2013 | Online Film & Television Association Awards | Nejlepší obsazení                                                          | Hra o trůny           | vítězství         |
| 2013 | SFX Awards                                  | Nejlepší herečka                                                           | Hra o trůny           | vítězství         |
| 2013 | Gold Derby TV Awards                        | Nejlepší herečka ve vedlejší roli v dramatickém seriálu                    | Hra o trůny           | nominace          |
| 2013 | Gold Derby TV Awards                        | Nejlepší obsazení                                                          | Hra o trůny           | nominace          |
| 2013 | Satellite Award                             | Nejlepší herečka ve vedlejší roli v seriálu, minisérii či televizním filmu | Hra o trůny           | nominace          |
| 2014 | People's Choice Awards                      | Nejlepší televizní herečka ve sci-fi nebo fantasy                          | Hra o trůny           | nominace          |
| 2014 | Screen Actors Guild Awards                  | Nejlepší výkon obsazení dramatického seriálu (společně s celým obsazením)  | Hra o trůny           | nominace          |
| 2014 | Gold Derby TV Awards                        | Nejlepší herečka ve vedlejší roli v dramatickém seriálu                    | Hra o trůny           | nominace          |
| 2014 | Gold Derby TV Awards                        | Nejlepší obsazení                                                          | Hra o trůny           | nominace          |
| 2014 | Online Film & Television Association Awards | Nejlepší herečka ve vedlejší roli v dramatickém seriálu                    | Hra o trůny           | nominace          |
| 2014 | Online Film & Television Association Awards | Nejlepší obsazení                                                          | Hra o trůny           | nominace          |
| 2014 | TV Guide Award                              | Nejoblíbenější herečka                                                     | Hra o trůny           | nominace          |
| 2014 | Young Hollywood Awards                      | Nejoblíbenější herec či herečka u fanoušků                                 | Hra o trůny           | nominace          |
| 2015 | Screen Actors Guild Awards                  | Nejlepší výkon obsazení dramatického seriálu (společně s celým obsazením)  | Hra o trůny           | nominace          |
| 2015 | Empire Awards                               | Cena pro hrdinu (společně s celým obsazením)                               | Hra o trůny           | vítězství         |
| 2015 | Gold Derby TV Awards                        | Nejlepší obsazení                                                          | Hra o trůny           | nominace          |
| 2015 | Online Film & Television Association Awards | Nejlepší herečka ve vedlejší roli v dramatickém seriálu                    | Hra o trůny           | nominace          |
| 2015 | Online Film & Television Association Awards | Nejlepší obsazení                                                          | Hra o trůny           | vítězství         |
| 2015 | Cena Saturn                                 | Nejlepší televizní herečka ve vedlejší roli                                | Hra o trůny           | nominace          |
| 2015 | Teen Choice Awards                          | Nejlepší letní herečka                                                     | Terminátor Genisys    | nominace          |
| 2015 | Cena Emmy                                   | Nejlepší herečka ve vedlejší roli v dramatickém seriálu                    | Hra o trůny           | nominace          |
| 2016 | People's Choice Awards                      | Nejlepší televizní herečka ve sci-fi nebo fantasy                          | Hra o trůny           | nominace          |
| 2016 | Screen Actors Guild Awards                  | Nejlepší výkon obsazení dramatického seriálu (společně s celým obsazením)  | Hra o trůny           | nominace          |
| 2016 | Gold Derby TV Awards                        | Nejlepší obsazení                                                          | Hra o trůny           | nominace          |
| 2016 | Critics' Choice Television Award            | Nejlepší herečka ve vedlejší roli: dramatický seriál                       | Hra o trůny           | nominace          |
| 2016 | Cena Emmy                                   | Nejlepší herečka ve vedlejší roli: dramatický seriál                       | Hra o trůny           | nominace          |
| 2016 | Jupiter Awards                              | Nejlepší mezinárodní herečka                                               | Terminátor Genisys    | nominace          |
| 2016 | Teen Choice Awards                          | Nejlepší polibek (společně se Samem Claflinem)                             | Než jsem tě poznala   | nominace          |
| 2017 | Jupiter Awards                              | Nejlepší mezinárodní herečka                                               | Než jsem tě poznala   | nominace          |
| 2017 | MTV Movie & TV Awards                       | Nejlepší vrhnutí slz do očí (společně se Samem Claflinem)                  | Než jsem tě poznala   | nominace          |
| 2017 | MTV Movie & TV Awards                       | Nejlepší výkon v televizním seriálu                                        | Hra o trůny           | nominace          |
| 2017 | Screen Actors Guild Awards                  | Nejlepší výkon obsazení dramatického seriálu (společně s celým obsazením)  | Hra o trůny           | nominace          |
| 2017 | People's Choice Awards                      | Nejlepší televizní herečka ve sci-fi nebo fantasy                          | Hra o trůny           | nominace          |
| 2017 | Critics' Choice Television Award            | Nejlepší herečka ve vedlejší roli: dramatický seriál                       | Hra o trůny           | nominace          |
| 2018 | Screen Actors Guild Awards                  | Nejlepší výkon obsazení dramatického seriálu (společně s celým obsazením)  | Hra o trůny           | nominace          |
| 2018 | MTV Movie & TV Awards                       | Nejlepší hrdina                                                            | Hra o trůny           | nominace          |
| 2018 | Gold Derby TV Awards                        | Nejlepší obsazení                                                          | Hra o trůny           | vítězství         |
| 2018 | Online Film & Television Association Awards | Nejlepší obsazení dramatického seriálu                                     | Hra o trůny           | dosud nevyhlášeno |
| 2018 | Britannia Awards                            | Nejlepší britská herečka                                                   |                       | vítězství         |
| 2018 | BreakTudo Awards                            | Nejlepší mezinárodní herečka                                               |                       | nominace          |
| 2018 | Teen Choice Awards                          | Nejlepší filmová letní herečka                                             | Solo: Star Wars Story | nominace          |